# Кудровська Дача
Кудровська Дача (рос. Кудровская Дача) — присілок в Палкінському районі Псковської області Російської Федерації.
Населення становить 1 особу. Входить до складу муніципального утворення Качановська волость.

## Історія
Від 2015 року входить до складу муніципального утворення Качановська волость.

## Населення
| 2001 | 2002 | 2010 | 2013 | 2016 |
| ---- | ---- | ---- | ---- | ---- |
| 5    | ↘3   | ↗4   | ↘1   | →1   |